# Aspettando la luce
Aspettando la luce (Waiting for the Light) è una commedia statunitense del 1990 diretta da Christopher Monger e interpretata da Shirley MacLaine e Teri Garr.

## Trama
All'inizio degli anni '60, nel periodo della crisi dei missili di Cuba, la madre single Kay eredita una tavola calda fatiscente in un piccolo centro nello stato di Washington e si trasferisce volentieri da Chicago per gestirla, portando con sé i suoi due figli Emily ed Eddie insieme all'eccentrica zia Zena, un tempo maga di vaudeville che ora si esibisce nelle feste per bambini. Nella nuova cittadina la famiglia Harris avrà a che fare con un inquietante vicino di casa, il signor Mullins, il quale, a seguito di uno scherzo notturno preparato da Emily e Eddie, coadiuvati da zia Zena, si convince che nel suo giardino vi è stata un'apparizione divina. Alla successiva funzione domenicale Mullins entra in chiesa e rivela a tutti di essere stato visitato da una benefica presenza soprannaturale. Presto la tranquilla cittadina diviene meta di centinaia di turisti e curiosi, in attesa di assistere al ripetersi del miracoloso fenomeno.